# Ratolí llistat de Jetissú
El ratolí llistat de Jetissú (Sicista zhetysuica) és una espècie de rosegador de la família dels esmíntids. És endèmic del Kazakhstan. És una de les espècies més grosses del gènere Sicista, amb una llargada de cap a gropa de 53-74 mm, la cua de 91-110 mm i un pes de 9-11 g. El nom específic zhetysuica es refereix al nom kazakh de l'Alatau de Djungària, la serralada on en fou trobat el primer espècimen. Com que fou descoberta fa poc, l'estat de conservació d'aquesta espècie encara no ha estat avaluat, tot i que els seus descriptors creuen que mereix la qualificació d'espècie en «risc mínim».